# Stéphane Badji
Pour les articles homonymes, voir Badji.
Stéphane Diarra Badji est un footballeur international sénégalais, né le 18 janvier 1990 à Ziguinchor. Il évolue au poste de milieu défensif avec l'équipe de l’Ajamaat FC.

## Biographie

### En club
Au mois de mars 2013, Stéphane Badji quitte le club norvégien de Sogndal Fotball, pour rejoindre celui de Brann Bergen.
Le 1er février 2016, le quotidien La Dernière heure affirme que le joueur a signé un contrat le liant au RSC Anderlecht (Belgique). Le même jour, le site internet de Basaksehir confirme le transfert et le remercie pour le comportement exemplaire du joueur durant son séjour à Istanbul.
Avec Anderlecht, il atteint les huitièmes de finales de la Ligue Europa en 2016, s'inclinant face au club ukrainien du Chakhtar Donetsk.
En 2025, il rejoint sa région natale, pour s’inscrire au Ajamaat Football Club, club qui joue en D3 sénégalaise.

### En équipe nationale
Avec l'équipe olympique, il participe au championnat d'Afrique des nations des moins de 23 ans en 2011. Lors de cette compétition, il joue cinq matchs. Le Sénégal se classe quatrième du tournoi.
Badji reçoit 21 sélections (18 officielles) en équipe du Sénégal entre 2012 et 2015, sans inscrire de but.
Il joue son premier match en équipe nationale le 29 février 2012, en amical contre l'Afrique du Sud (score : 0-0). Il joue ensuite cinq rencontres rentrant dans le cadre des éliminatoires du mondial 2014.
En janvier 2015, il est retenu par le sélectionneur Alain Giresse afin de participer à la Coupe d'Afrique des nations 2015 organisée en Guinée équatoriale. Lors de cette compétition, il joue deux matchs, contre le Ghana (victoire 1-2), et l'Algérie (défaite 0-2).
Il reçoit sa dernière sélection le 8 septembre 2015, en amical contre l'Afrique du Sud (défaite 1-0).

## Palmarès
- Casa Sport :
  - Champion du Sénégal en 2012 ;
  - Vice-champion du Sénégal en 2009 ;
  - Vainqueur de la Coupe du Sénégal en 2011 ;
  - Vainqueur de la Coupe de la Ligue LSFP en 2010 ;
  - Finaliste de la Coupe de la Ligue LSFP en 2009.
- RSC Anderlecht :
  - Champion de Belgique en 2017 ;
  - Vice-champion de Belgique en 2016.
- Ludogorets :
  - Champion de Bulgarie en 2019 et en 2020 ;
  - Supercoupe de Bulgarie de football en 2019-2020.